# Naintré

Naintré este o comună în departamentul Vienne, Franța. În 2009 avea o populație de 5,826 de locuitori.